# Josef Styrud
Josef Styrud, född 22 juli 1923 i Ullervad i Skaraborgs län, död 21 oktober 2008 i Kristinehamns församling, var en svensk jurist och politiker som var lagman i Kristinehamns tingsrätt från 1979 till 1990.
Styrud blev juris kandidat vid Lunds universitet 1951 och genomförde sin tingstjänstgöring 1951–1954 innan han blev fiskal i Göta hovrätt 1955. Han var tingsdomare i Gällivare domsaga från 1962 och i Östersysslets domsaga från 1966. Han var lagman i Kristinehamns tingsrätt 1979–1990. Han var ledamot för Folkpartiet i Värmlands läns landsting 1971–1994 och ordförande där från 1991.
Styrud var son till lantbrukare Axel Johansson och hans maka Emma född Samuelsson. Han var gift från 1951 med Ulla, född Granqvist 1925.